# Jean-Baptiste Dumouchel
Pour les articles homonymes, voir Dumouchel.
Jean-Baptiste Dumouchel est un curé rouge, ecclésiastique séculier français, recteur de l'Université de Paris puis évêque constitutionnel du Gard. Né le 9 janvier 1748 à Saint-Clair-sur-Epte et mort le 17 décembre 1820 à Paris, député du clergé aux États généraux de 1789 puis député à l'Assemblée constituante de 1789.

## Biographie
Jean-Baptiste Dumouchel est né le 9 janvier 1748 à Saint-Clair-sur-Epte. 
Selon le témoignage polémique de l'abbé Proyart, il serait le fils d'un «pauvre paysan de la Picardie ». Il est en fait issu de la bourgeoisie rurale: il est le fils de Jean-Baptiste Dumouchel, marchand à Saint-Clair, et de Catherine Blondel, et le filleul de Jean François Lesueur, fermier de la terre de Saint-Clair et de Marie Maillet femme de Jean Alard, laboureur. 
Il poursuit ses études grâce à une bourse au collège de Sainte-Barbe à Paris. Il entre ensuite dans les ordres et décide de se consacrer à l'enseignement. Il est d'abord maître de quartier au collège Louis-le-Grand et devient professeur de rhétorique à Rodez. Il revient ensuite à Paris pour occuper une chaire au collège de la Marche. Il rédige quelques articles pour le journal de l'abbé Royou. 
En 1789, il est recteur des études de l'Université de Paris. Il est élu député du clergé de Paris aux États généraux de 1789. Il décide de défendre les intérêts de son Université. Il se rallie aux idées nouvelles et accepte la constitution civile du clergé. Il est élu secrétaire de l'Assemblée nationale. Le 10 février 1790, il prête le serment civique et devient donc officiellement prêtre constitutionnel. En mars 1791, l'abbé Dumouchel quitte Paris pour aller prendre possession de l'évêché du Gard.  
Après l'abolition du culte, il rentre dans la vie civile et il décide de se marier. Il est attaché au ministère de l'intérieur (division de l'instruction publique). 
En 1809, il demeure à Paris rue de Bourgogne, no 36. Il est alors chef de division dans les Bureaux de l'université impériale. Le 27 janvier 1809, il est le témoin de mariage de son ami le docteur Jean-Baptiste Dumangin avec Anne de Coste de la Calprenède.
Dumouchel est mis à la retraite en 1814. Il meurt le 17 décembre 1820 à Paris.